# Nyctalus furvus
Nyctalus furvus é uma espécie de morcego da família Vespertilionidae. Endêmica do Japão, onde pode ser encontrada apenas nas prefeituras de Iwate e Fukushima em Honshu.